# Johann Erasmus Kindermann
Pour les articles homonymes, voir Kindermann (homonymie).
Johann Erasmus Kindermann (Nuremberg, 29 mars 1616 – Nuremberg, 14 avril 1655) est un organiste et compositeur baroque allemand.
Il est le plus important et original compositeur de l'école de Nuremberg dans la première moitié du XVIIe siècle. Son rôle dans la transmission maître-élève est également important puisqu'il forme Heinrich Schwemmer et Georg Caspar Wecker, ayant eux-mêmes pour élèves Johann Krieger et Johann Pachelbel, la dernière génération de l'école.

## Biographie
Kindermann étudie la musique dès son enfance. À quinze ans, il est déjà employé (4 gulden par an) lors des concerts du dimanche après-midi à l'église Notre-Dame (Frauenkirche), où il chante la basse et joue du violon — comme il l'a noté plus tard dans une lettre. Son principal professeur est Johann Staden.
Dans les années 1634 et 1635, les responsables de la ville accordent l'autorisation et de l'argent à Kindermann, pour un voyage d'étude de la nouvelle musique en Italie. Aucune trace n'est restée de son séjour en Italie, mais il peut avoir visité Venise, comme plusieurs autres compositeurs de Nuremberg, tels Hans Leo Hassler et Johann Philipp Krieger, et peut-être Rome, ce qui lui permet de maîtriser tous les genres pratiqué à son époque. Peut-être a-t-il travaillé ou du moins rencontré, Monteverdi et Cavalli,. Il découvre aussi Carissimi, Frescobaldi et Merula, qu'il publie ensuite dans ses recueils. Bien que le conseil de la ville ait offert deux années d'études, en janvier 1636, il ordonne à Kindermann de reprendre son poste de second organiste à l'église Notre-Dame. 

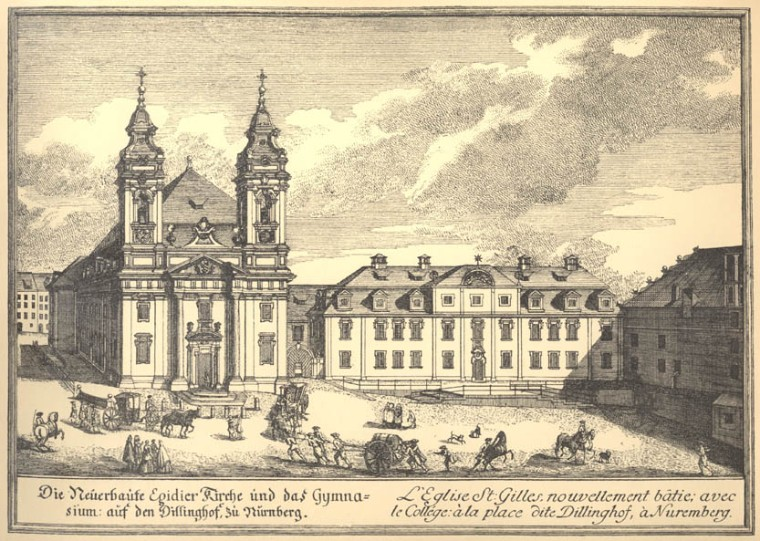
Egidienkirche et son école (vers 1711).

En 1640, il est nommé organiste à Schwäbisch Hall — pour un salaire de 100 gulden et autres avantages en nature. La même année, il quitte ce poste pour celui d'organiste de Saint-Égide (Egidienkirche), le troisième poste le plus important à Nuremberg, après Saint-Sébald et Saint-Laurent.
Kindermann reste à Nuremberg jusqu'à la fin de sa vie et devient l'un des plus célèbres musiciens de la ville, avec une réputation d'enseignant. Parmi ses élèves figurent Augustin Pfleger, Heinrich Schwemmer et Georg Caspar Wecker. Ces deux derniers représentent la dernière génération de l'école de Nuremberg avec notamment les frères Krieger et, plus important encore, Johann Pachelbel. Kindermann contribue également à la diffusion de nouvelles musiques à Nuremberg et dans le sud de l’Allemagne, en publiant non seulement plusieurs recueils de sa propre musique, mais également des œuvres de Giacomo Carissimi, Girolamo Frescobaldi et Tarquinio Merula.

## Style
Les œuvres de Kindermann sont des compositions de grande valeur, qui illustrent nombre de formes instrumentales et vocales de son époque. Il publie treize recueils de chants spirituels à une ou plusieurs voix ; environ 170 Lieder à trois voix avec continuo ; trois recueils pour instruments et son Harmonia Organica (1645), pour orgue, qui comprend une partie de pédale, chose encore rare à cette époque.
L'essentiel des pièces vocales de Kindermann qui nous sont parvenues reflètent le passage entre des formes anciennes et l'utilisation de techniques plus modernes, du concertato et de la basse continue. Elles explorent diverses techniques de motets pour chœur sans instruments, de concertos pour voix solistes après les concertos par sections de Schütz, les récitatifs et de dialogues — dont certains concernent des œuvres du baroque tardif, par exemple, en utilisant une dissonance non préparée dans le récitatif Dum tot carminibus pour ténor et continuo). Près de deux cents chants survivent sur divers textes : recueils homophones de courts textes poétiques, chants pour une ou deux voix et continuo avec des ritournelles instrumentales, etc. Plusieurs partitions manuscrites sont considérées comme des précurseurs importants des cantates d'église postérieures et font partie des toutes premières musiques vocales de Nuremberg à avoir des mouvements pour soli, contrastants avec le chœur.

La musique pour clavier, Harmonia Organica (1645) est la collection la plus importante, non seulement dans le sens musical, mais aussi pour l'histoire de l'impression de la musique, puisqu'il s'agit peut-être de la première gravure musicale en Allemagne (mais le dernier en tablature). Le recueil se compose de vingt-cinq morceaux contrapuntiques. Les quatorze premiers sont des préludes, de 15 à 20 mesures de long, en l'absence d'idiome imitatif, chacun commençant avec toutes les voix ensemble. Les six premiers couvrent tous les modes ecclésiastiques (un prélude pour les modes authentique et plagal) ; les six suivants répétent cette série en transposant d'une quinte. Le reste des pièces de la collection sont intitulées fuga : certains sont de véritables fugues, d'autres sont basées sur des mélodies de choral et les utilisent de différentes manières. Parfois une phrase en répond à une autre, parfois la seconde phrase peut être utilisée pour un interlude, etc. Il y a un remarquable exemple de triple fugue sur des mélodies de chorals, l'un des premiers exemples de fugue chorale (c'est-à-dire une fugue sur le premier membre de phrase de la mélodie du chorale), un modèle qui allait plus tard être largement utilisée par les compositeurs du centre de l'Allemagne dont les plus importants sont Johann Pachelbel et Jean-Sébastien Bach. Bien que courte (39 mesures), elle « réussit le tour de force de mêler trois mélodies de chorals : « Christ lag in Totesbanden » (1), « Christus, der uns selig macht » (2), « Da Jesus an dem Kreuze stund » (3) ».

La dernière pièce de Harmonia Organica est un Magnificat, qui commence et se termine par une section libre, improvisation à part entière. Les différents versets sont traités différemment : certains le sont comme cantus firmus dans l'une des voix, certains en fugue, d'autres comme un écho, etc. Les autres pièces conservées de la musique pour clavier de Kindermann, comprennent un certain nombre de danses pour clavecin.
Le recueil le plus important de musique de chambre de Kindermann est peut-être celui des Canzoni, sonatae de 1653 (41 pièces de un à trois violons, violoncelle et continuo). Il comprend l'une des premières utilisations de la scordatura en Allemagne. Les pièces de la collection peuvent être considérés comme précurseurs des œuvres de Biber. Toutes se composent de plusieurs des sections contrastées, comme chez Frescobaldi. Beaucoup d'autres pièces de musique de chambre, pour le vent et instruments à cordes, sont modélisées d'après les œuvres de Staden. Il y a aussi une preuve de perte de collections de musique de chambre.

## Œuvre
- Cantiones pathetika (1639)
- 3 Motets, dans Friedens-Clag (1640)
- Deliciae studiosorum, 4 parties (1640, 1642, 1643) — pièces instrumentales, partiellement conservées
- Concentus Saomonis (1642) ; Dialogus, Mosis Plag, Sünders Klag, Christi Abtrag (1642)
- Mus. Friedens Seuffzer (1642)
- Opitianischer Orpheus (1642)
- Dess Erlösers Christi und sündigen Menschens heylsames Gespräch (1643)
- 1 Lied, dans Intermedium Musico-Politicum (1643)
- Musica Catechetica (1643)
- Mus. Felder- und Wälderfreund (1643)
- Mus. Herzentrost-Blümlein (1643)
- Frühlings und Sommer freud (1645)
- Harmonia organica, 5 parties (1645)
- Lobgesang. Über den Freudenreichen Geb. unseres Herrn und Heylandes Jesu Christi (1647)
- Weihnachtsgesang (1647)
- 14 Lieder, dans Mus. Friedens Freud (1650)
- 22 Lieder, dans Göttliche Liebesflamme (1651)
- 64 Lieder, dans Erster Teil Herrn J. M. Dilherrns Evangelischer Schlußreimen der Predigen (1652)
- 56 Lieder, dans Zweiter Teil… der Predigen (1652)
- 57 Lieder, dans Dritter Teil… der Predigen (1652)
- Neu-verstimmte Violen Lust (1652) ; Canzoni. Sonatae, 2 parties (1653)
- 3 Pièces, dans Mus. Zeitvertreiber (1655)
- Sinfonia a cinque
- Zahlr. Pièces de circonstance.

## Discographie
- Opitianischer Orpheus : Lieder sur des poèmes de Martin Opitz - United Continuo Ensemble ; Ina Siedlaczek, soprano ; Jan Kobow, ténor (6-8 octobre 2016, CPO 555 123-2)[9] (OCLC 1107351856)

Récitals
- Suites pour clavecin, Sonate pour violon et Sonates en trio, dans Musique baroque de Franconie - Kammerorchester Schloss Werneck (février 1995/juillet 1996, Ambitus) (OCLC 56770107) — avec d'autres œuvres instrumentales de Valentin Haussmann, Philipp Friedrich Buchner et Johann Pachelbel
- Musicalische Friedens Seufftzer et Musicalische Friedens Freud dans Musique pour la paix de Westphalie 1648 - Bremen Weser-Renaissance, dir. Manfred Cordes (20-27 novembre 1997, 2 CD CPO 999 571-2) (OCLC 40723857) — avec d'autres œuvres, notamment de Michael Jacobi, Heinrich Schutz, Andreas Hammerschmidt, Heinrich Albert, Johann et Sigmund Theophil Staden.
- Harmonia organica, extraits : Praeambulum 1 et 2 Toni ; Preambulum 7 et 8 toni ; Praeambulum 9 et 10 Toni ; Praeambulum 11 et 12 Toni  - Raimund Schächer, orgue Johann Christoph Crapp 1722, du monastère de Pappenheim (5-6 juillet 2001, Cornetto) (OCLC 756784353) — avec notamment des œuvres pour orgue de Valentin Dretzel, Johann Staden, Georg Caspar Wecker, Valentin Rathgeber et Johann Pachelbel.
- Gott sey gedanckt, der Fried steht noch et Ach Herr, wie lange haben wir dans Chansons baroques allemandes - Annette Dasch, soprano ; membres de l'Akademie für Alte Musik Berlin (juillet 2004, Harmonia Mundi HMG 501835) (OCLC 611706089) — avec d'autres compositeurs de la période de la Guerre de Trente Ans, notamment Johann Krieger, Heinrich Albert et Philipp Heinrich Erlebach.
- Nachtklag ; Jetztund kommt die Nacht herbei ; Ach Liebste, lass uns eilen et Wann sich der werte Gast, dans Orpheus : Chansons, arias et madrigaux du XVIIe siècle - Julian Prégardien, ténor ; Teatro del mondo, dir. Andreas Küppers (8-11 septembre 2016, CPO) (OCLC 1037713082) — avec notamment des œuvres de Domenico Belli, William Byrd, Thomas Campion et Antonio Draghi.